# Marion (Iowa)
Marion é uma cidade localizada no estado americano de Iowa, no Condado de Linn.

## Demografia
Segundo o censo americano de 2010, a sua população era de 34 768 habitantes. Em 2019, foi estimada uma população de 40 359 habitantes.

## Geografia
De acordo com o Departamento do Censo dos Estados Unidos, Marion tem uma área de 41,60 km², dos quais 41,57 km² cobertos por terra e 0,03 km² cobertos por água. Marion localiza-se a aproximadamente 255 m acima do nível do mar.

## Localidades na vizinhança
O diagrama seguinte representa as localidades num raio de 16 km ao redor de Marion.